# Franck Riester

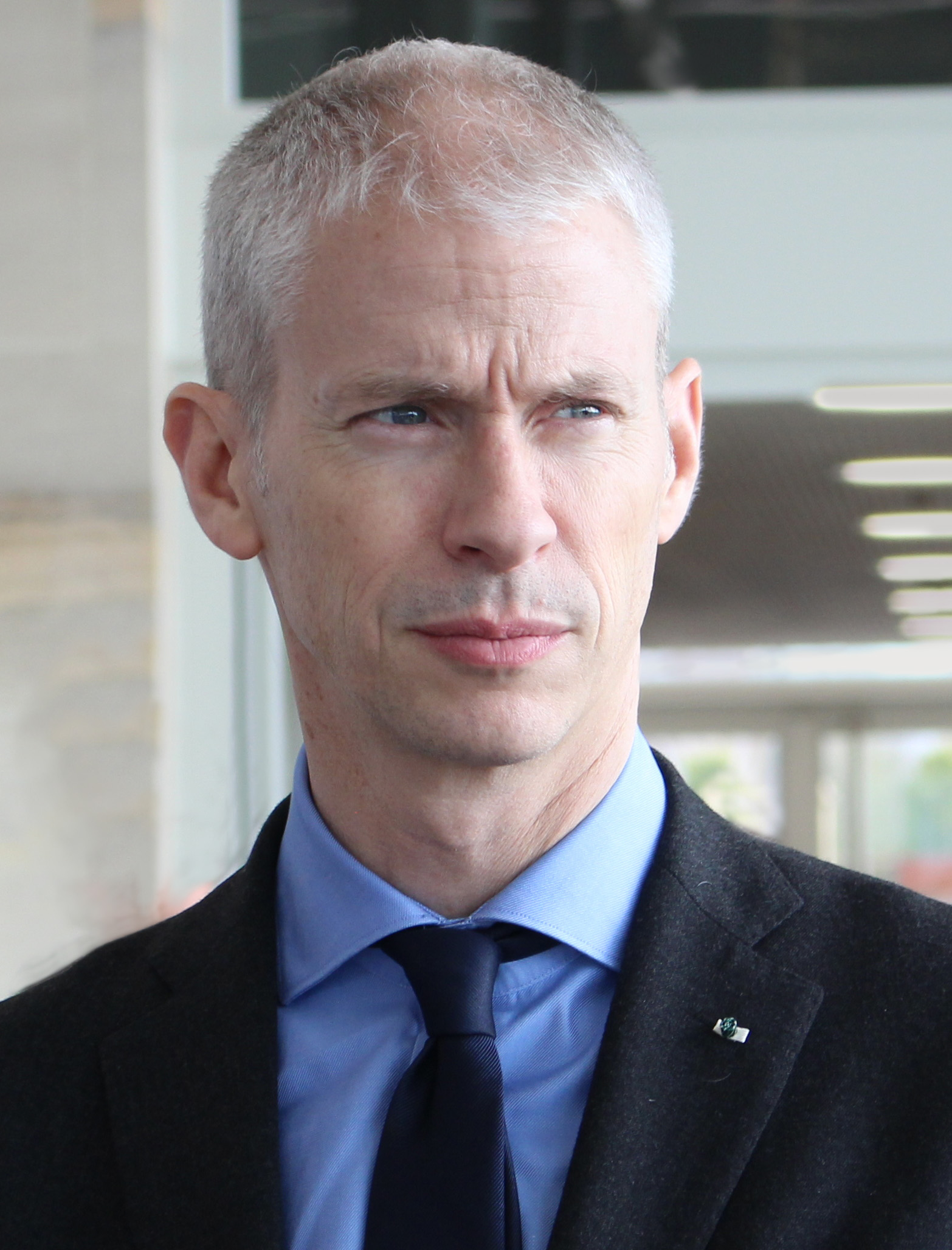
Franck Riester (2019)

Franck Riester (* 3. Januar 1974 in Paris) ist ein französischer Politiker. Er war ab 2018 Vorsitzender der Partei Agir und war von Juli 2020 bis Januar 2024 beigeordneter Minister für Außenhandel. Von Oktober 2018 bis Juli 2020 war er Frankreichs Kulturminister.

## Leben
Riester absolvierte die Handelsschule Institut supérieur de gestion (ISG Paris) und machte einen Masterabschluss in Stadtmanagement an der ESSEC. Er arbeitete als Unternehmensberater und übernahm dann von seinem Vaters eine Gruppe von Peugeot-Autohäusern. Riester lebt offen homosexuell.
Riester begann sein politisches Engagement in der Jugendorganisation der neogaullistischen RPR. Mit 21 Jahren wurde er 1995 in den Gemeinderat der Kleinstadt Coulommiers bei Paris (Département Seine-et-Marne) gewählt. Ab 2001 war er Beigeordneter für Finanzen und Wirtschaftsentwicklung unter dem Bürgermeister Guy Drut. Als Nachfolger Druts wurde Riester 2007 zum Abgeordneten des 5. Wahlkreises von Seine-et-Marne in die Französische Nationalversammlung gewählt. Mit 33 Jahren war er das jüngte Mitglied der konservativen UMP-Fraktion (Nachfolgerin der RPR). Ein Jahr später löste er Drut auch als Bürgermeister von Coulommiers ab, er wurde mit 54,8 % gewählt. Bei der Kommunalwahl 2014 wurde er mit 67 % der Stimmen im ersten Wahlgang wiedergewählt. Zudem wurde er 2013 Präsident des Gemeindeverbands Communauté de communes Pays de Coulommiers.
Riester war Berichterstatter der UMP für das Hadopi-Gesetz von 2009 zur Schaffung einer Behörde gegen Urheberrechtsverletzungen im Internet. Im Wahlkampf zur Präsidentschaftswahl 2012 fungierte er als Sprecher Nicolas Sarkozys. Er war einer von zwei Abgeordneten der UMP (neben Benoist Apparu), die 2013 für die Öffnung der Ehe für gleichgeschlechtliche Paare stimmten. Riester befasste sich außerdem mit dem Statut des staatlichen französischen Rundfunks und plädierte für eine „französische BBC“. Von 2013 bis 2015 war er beigeordneter Generalsekretär der UMP. Die Partei benannte sich 2015 in Les Républicains um. Im Vorfeld der Präsidentschaftswahl 2017 unterstützte Riester bei der parteiinternen Vorwahl zunächst Bruno Le Maire und in der Stichwahl Alain Juppé, der jedoch François Fillon unterlag. Angesichts der Affäre um Fillon und dessen Ehefrau ging Riester zu diesem auf Distanz und stellte seine Unterstützung im Wahlkampf ein.
Bei der Parlamentswahl 2017 verzichtete die Partei La République en Marche (LREM) des neuen Staatspräsidenten Emmanuel Macron darauf, mit einem eigenen Kandidaten gegen Riester anzutreten, und er wurde mit 68,9 % der Stimmen im zweiten Wahlgang wiedergewählt. Anschließend wechselte er aus der Fraktion der Républicains in die Fraktion der Les Constructifs, die sich zwar als Teil der Opposition bezeichnete, aber punktuell mit der Regierung Macrons und seiner LREM zusammenarbeitete. Riester führte diese Fraktion bis November 2018 gemeinsam mit Jean-Christophe Lagarde (UDI). Ende Oktober 2017 wurde er aufgrund seiner Zusammenarbeit mit dem Macron-Lager aus der Partei der Républicains ausgeschlossen. So erging es auch dem Premierminister Édouard Philippe, Haushaltsminister Gérald Darmanin, Umweltstaatssekretär Sébastien Lecornu und dem Abgeordneten Thierry Solère.
Am 26. November 2017 gründete Riester zusammen mit anderen Abgeordneten und Senatoren, darunter Fabienne Keller und Claude Malhuret, die Partei Agir, die im Gegensatz zu den nach rechts gerückten Républicains der Regierung Macron/Philippe die Zusammenarbeit anbot. Im Oktober 2018 wurde Riester als Nachfolger von Françoise Nyssen zum Kulturminister im Kabinett Philippe II ernannt. Nach einer Regierungsumbildung übernahm Riester am 6. Juli 2020 im Kabinett Castex das Amt des beigeordneten Ministers für Außenhandel und wirtschaftliche Attraktivität, das er auch nach Macrons Wiederwahl 2022 im Kabinett Borne behielt. In dieser Position unterstand er der Außenministerin Catherine Colonna.